# 火浦功
火浦 功（ひうら こう、本名：宮脇 敏博、1956年11月14日 -）は、日本の小説家、SF作家。広島県三原市生まれ。

## 経歴・人物
高校生時代には探偵小説誌『幻影城』の読者だった。和光大学人文学部中退。劇画村塾出身。1980年、早川書房『SFマガジン』主催のハヤカワ・SFコンテストに応募した「時を克えすぎて」が小松左京らの目に留まり、翌年同誌より「瘤弁慶二〇〇一（こぶべんけいにいまるまるいち）-戦慄の人間アパート、タチバナ荘物語」でデビュー。ギャグSFのみならず、シリアスな作品やハードボイルドも執筆している。遅筆で中断したシリーズや未完の作品が多い。また、小説を執筆し始めるとなぜか天変地異や大事件が起こるという自称「天災作家」。
豊田有恒が主催していた若手クリエイター集団「パラレル・クリエーション」をたまり場にしていた。ゆうきまさみやとり・みき、出渕裕など友人に漫画・アニメ関係者が多く、『機動警察パトレイバー』のプロットに参加したり、自身の作品のキャラデザインを頼んだり挿絵を描いてもらったりしている。なお、『パトレイバー』の際の与太話から生まれたのが『ガルディーン』である。
代表作は『高飛びレイク』シリーズ（未完）、『みのりちゃん』シリーズ（未完）、『未来放浪ガルディーン』シリーズ（未完）など。

## 作品リスト
この他、書籍未収録の短編作品など多数。
- 地球物語（大原まり子・水見稜との共著。アニメ『地球物語 テレパス2500』原作） ISBN 978-4150301552
- 宇宙カジノ略奪作戦 高飛びレイクシリーズ1  ISBN 978-4150301606
- 幸せの青い鳥  ISBN 978-4150301644
- 99%のトラブル 高飛びレイクシリーズ番外編1  ISBN 978-4150301965
- スターライト☆だんでぃ  ISBN 978-4086107143
- 日曜日には宇宙人とお茶を  ISBN 978-4150301903
- お前が悪い!  ISBN 978-4041627013
- ファントム・レディ 高飛びレイクシリーズ番外編2  ISBN 978-4150302092
- スターライト☆こねくしょん  ISBN 978-4086131476 （旧版:ISBN 978-4086107938）
- スターライト☆ぱにっく  ISBN 978-4086131513 （旧版:ISBN 978-4086108409）
- 大熱血。未来放浪ガルディーン1  ISBN 978-4041627020 （旧版:ISBN 978-4049050233）
- 大冒険はおべんと持って  ISBN 978-4150302344
- ハードボイルドでいこう  ISBN 978-4041627037
- 大暴力。未来放浪ガルディーン2  ISBN 978-4041627044
- 死に急ぐ奴らの街  ISBN 978-4191535138 （文庫:ISBN 978-4199050657）
- トリガーマン! I  ISBN 978-4257763963
  - トリガーマン! 1+2/5  ISBN 978-4257769828
    - トリガーマン! (再) 2010年12月 ISBN 978-4022739582
- ニワトリはいつもハダシ  ISBN 978-4041627051
- たたかう天気予報  ISBN 978-4041627068
- 丸太の鷹 -C調バイブレーション2-  ISBN 978-4041627075
- ウィークエンド・ひーろー 放課後の英雄  ISBN 978-4893661364
- 大出世。未来放浪ガルディーン外伝  ISBN 978-4041627082
- ファイナル・セーラー・クエスト ひと夏の経験値  ISBN 978-4893663375
  - ファイナル・セーラー・クエスト完全版  ISBN 978-4041627129
    - ファイナル・セーラー・クエスト【補完計画】 2011年9月 ISBN 978-4022739759
- 遊んでて悪いか!!  ISBN 978-4893663931
- 大ハード。未来放浪ガルディーン外伝2  ISBN 978-4041627099
- 奥様はマジ  ISBN 978-4041627105
- 大豪快。未来放浪ガルディーン3  ISBN 978-4041627112
- 俺に撃たせろ!  ISBN 978-4199050879
- 高飛びレイク -全-  ISBN 978-4257010876
- スターライト☆ぱ〜ふぇくと!  ISBN 978-4257010920
- ニワトリはいつもハダシ【両A面】 2007年10月  ISBN 978-4022738189
- みのりちゃんの実験室 世界征服のすゝめ 2009年3月  ISBN 978-4022739124
- 日本SF全集 第三巻（日下三蔵/編、出版芸術社 - 「ウラシマ」(初出『SFマガジン』1982年1月号)所収）2013年12月 ISBN 978-4-88293-348-9
- 昭和な街角 -火浦 功作品集- (μNOVEL、2016年2月26日) ISBN 978-4620210070

### ゲームブック
- 惑星カリブの罠 - 高飛びレイク（多摩豊 著）  ISBN 978-4150900021
- 手軽にできる絶体絶命 - みのりちゃんシリーズ（多摩豊 著） -  ISBN 978-4150900052

### テレビドラマ原作
- 「お前が悪い!」 - 世にも奇妙な物語（1992年6月4日放送）

### 漫画原作
- 「スキヤキ・ロード」 - 作画：川口敬 週刊少年サンデー増刊（1984年）
- 「超人リーグ」  - 作画：川口敬 週刊少年サンデー秋の増刊号（1984年）
- 『奪戦元年』 - 作画：里見桂 週刊少年サンデー（1984年31号 - 1985年10号）